# Olten
Olten (toponimo tedesco; in francese Olte, desueto) è un comune svizzero di 18 166 abitanti del Canton Soletta, nel distretto di Olten del quale è capoluogo; ha lo status di città. È uno dei più importanti snodi ferroviari della Svizzera e si trova a metà strada tra Zurigo, Basilea e Berna.

## Geografia fisica
La città vecchia si estende sulle rive del fiume Aar.

## Storia

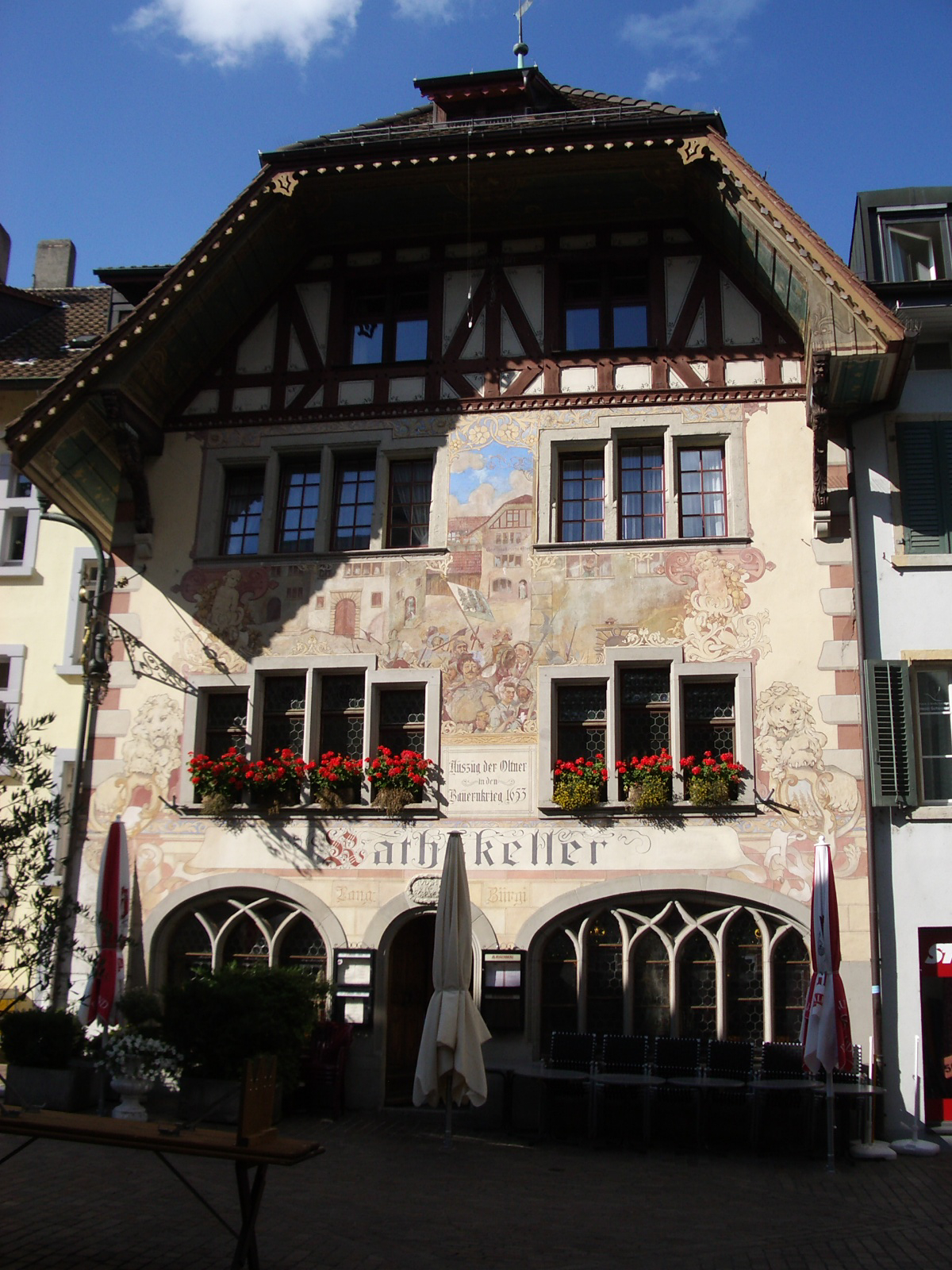
Casa nella città vecchia

Nonostante la presenza di numerose testimonianze archeologiche che attestano antichissimi insediamenti, Olten è documentata per la prima volta nel 1201. Divenne importante nel XIII secolo a causa del suo ponte sul fiume Aar.
Questo fattore geografico ha determinato gran parte della sua storia.

## Cultura
A Olten hanno sede, dal 1998, alcune sezioni dell'Università di Scienze applicate della Svizzera Nordoccidentale (Fachhochschule Nordwestschweiz).
Ogni anno, il 1º agosto, si tiene uno spettacolo pirotecnico su imbarcazioni ferme sul fiume.

## Infrastrutture e trasporti
Situata a 30 minuti da Basilea, Zurigo, Berna e Lucerna, la stazione ferroviaria di Olten è un importante snodo ferroviario svizzero.

## Amministrazione

### Gemellaggi
- Altenburg, dal 1993[2]
- Stierva[senza fonte]